# Grotte de Shum Laka
La grotte de Shum Laka est un grand abri sous roche et un site préhistorique situé au nord-ouest du Cameroun, près du Nigeria. Elle a notamment livré les restes fossiles de quatre individus datés respectivement de 6000 et 1000 av. J.-C., dont on a pu extraire de l'ADN ancien malgré l'environnement tropical défavorable.

## Situation
Situé 15 km au sud-ouest de Bamenda, près du village de Mbu, dans la région du Nord-Ouest, cet abri sous roche de 1 200 m2 se trouve à 1 600 m d’altitude, dans une falaise de basalte, au flanc d'une montagne culminant à 1 969 m.

## Historique
La grotte de Shum Laka est une découverte archéologique majeure des années 1980 et 1990 en Afrique subsaharienne.
L'équipe de Pierre de Maret, de l'université libre de Bruxelles, a découvert 18 fossiles humains dans la grotte au cours des années 1990, mais c'est seulement 25 ans plus tard que les chercheurs envisagent que la grotte, située au frais derrière une chute d’eau et à 1 600 m d’altitude, pouvait avoir préservé, sous un climat tropical humide, l'ADN ancien de certains des individus. Ils invitent alors des généticiens de l'université Harvard à en rechercher dans les squelettes de Shum Laka. 

## Occupation humaine
Les fouilles entreprises dans cette grotte (ainsi qu'à Fiye Nkwi et dans le cratère Mbi) dans les années 1990 ont mis au jour des restes archéologiques s’étendant sur une longue période. Le site, non perturbé, a livré des restes de flore et de faune, des industries lithiques et des vestiges de céramique.
L'occupation humaine du site remonte à 32 000 ans avant le présent (AP). Neuf ensembles funéraires ont notamment été mis au jour, comportant 18 squelettes humains vieux de 8 000 à 3 000 ans, les plus anciens ossements humains trouvés dans la sous-région. Ces squelettes, dont certains en connexion anatomique, ont été enterrés en position fœtale. C’est le seul site en Afrique centrale où l'on peut suivre l’évolution de l'occupation humaine depuis le Paléolithique supérieur jusqu'à l'Âge du fer. On y observe des pratiques funéraires, par exemple des corps enterrés dos à dos et en position contractée. La plupart des matériaux ont été préservés.
À côté des squelettes on a trouvé des ossements fossiles provenant d'une quarantaine d'espèces d'animaux. Les os d'antilopes et de buffles côtoient ceux de singes, de chimpanzés et de gorilles. On a pu ainsi déterminer le régime alimentaire et le mode de vie de ces populations qui peuplaient les savanes de l'Ouest du Cameroun.
Les fragments végétaux trouvés représentent des espèces typiques de la forêt tropicale, alors qu'aujourd’hui c'est un milieu de savane.

## Artéfacts archéologiques
De nombreux tessons de poterie, des outils lithiques (en quartz, rhyolite, trachyte et tuf) témoignent de cultures allant d'une industrie microlithique au façonnage d'outils en pierre polie. 

## Génétique

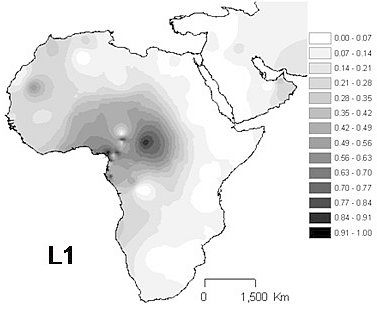
Fréquence de l'haplogroupe L1 en Afrique

Une étude génétique publiée en 2020 a séquencé le génome de quatre individus, des enfants âgés entre 4 et 15 ans dont deux sont vieux d'environ 8 000 ans et les deux autres d'environ 3 000 ans. Les deux plus anciens appartiennent à l'haplogroupe mitochondrial L0a, largement présent en Afrique du Sud-Ouest aujourd'hui chez les Khoïsans. Les deux plus récents sont de l'haplogroupe L1c, trouvé actuellement principalement chez les populations de chasseurs-cueilleurs Pygmées d'Afrique centrale.
Un des enfants (noté 2/SEII) est porteur d'un chromosome Y de l'haplogroupe A00, d'origine très ancienne et toujours présent chez les Mbo et les Bangwa (dans l'ouest du Cameroun) et leurs descendants. Les quatre individus — y compris les plus récents — présentent un profil génétique plus proche de celui des groupes de chasseurs-cueilleurs ancestraux, tels que les Baka ou les Aka d'Afrique centrale, ou même les San d'Afrique australe, que des populations bantoues actuelles. Pourtant la grotte est située non loin du foyer originel des langues bantoues, qui ont connu une forte expansion territoriale et démographique à partir d'environ 1000 av. J.-C.
Cette étude remet en question l'hypothèse selon laquelle la grotte aurait pu refléter la genèse des locuteurs bantous, depuis les derniers chasseurs-cueilleurs jusqu'aux premiers agriculteurs précédant le début de l’expansion bantoue. L'analyse génétique des quatre individus révèle en effet leur appartenance à des groupes de chasseurs-cueilleurs ancestraux plutôt qu'au groupe bantou. Il n'est toutefois pas impossible que les ancêtres des locuteurs de langue bantoue aient coexisté avec des chasseurs-cueilleurs de groupes ancestraux tels que ceux qui ont été enterrés dans cet abri sous roche.

## Analyse
Le modèle phylogénétique incluant les données issues de cette grotte et de celle de Mota, en Éthiopie, suggère que la diversité génétique africaine actuelle s'est construite à partir de trois grands évènements radiatifs :
- le plus ancien est la formation, il y a 250 000 à 150 000 ans, de deux grandes lignées qui ont donné les actuels chasseurs-cueilleurs d'Afrique australe (Khoïsans) et d'Afrique centrale (Pygmées), mais aussi de deux sous-lignées trouvées chez les Africains de l'Ouest actuels et chez les chasseurs-cueilleurs de l'Est africain (grotte de Mota, Hadza et Sandawe). À noter que certaines populations de l'Ouest du Cameroun gardent aussi la trace d'une lignée patrilinéaire plus archaïque (haplogroupe A00).
- un rayonnement, il y a 80 000 à 60 000 ans, a donné les Éthiopiens, Africains de l'Est et de l'Ouest, peu avant la dernière sortie d'Afrique d'Homo sapiens. Les Eurasiens sont en particulier issus de l'haplogroupe L3 de l'ADN mitochondrial, qui a probablement son origine en Afrique de l'Est il y a quelque 70 000 ans, et de l'haplogroupe CF du chromosome Y ;
- enfin un rayonnement plus récent a conduit aux populations d'Afrique de l'Ouest, dont les Bantous qui se sont répandus à partir d'il y a environ 3 000 ans et qui appartiennent principalement à l'haplogroupe L2 de l'ADN mitochondrial[7].

Cette étude confirme notamment que la diversité génétique humaine en Afrique n'a pas suivi un modèle strictement arborescent, mais que des croisements entre lignées (y compris archaïques) peuvent être identifiés.

## Protection
Le site est inscrit sur la liste indicative du Cameroun pour le patrimoine mondial de l'Unesco. Unique pour sa valeur archéologique, c'est par ailleurs un lieu sacré pour la population locale, ce qui en favorise la protection.